# Heteroglòssia
El terme heteroglòssia fa referència a la coexistència de diferents varietats dins d'un sol "llenguatge". En grec hetero es tradueix com a "different", mentre que glōssa vol dir "llengua", "idioma". D'aquesta manera s'ha traduït el terme rus разноречие (raznoretxie, literalment, "fet de parlar diferent"), introduït pel lingüista rus Mikhaïl Bakhtín en el seu text de 1933 (Слово в романе, transliterat Slovo v romane, "El discurs en la novel·la").
Segons Bakhtín, la potencialitat de la novel·la rau en la coexistència i conflicte entre diferents tipus de llenguatge: la parla dels personatges, la dels narradors i fins i tot la de l'autor. Bakhtín defineix l'heteroglòssia com "la parla d'un altre en el llenguatge d'un altre, que serveix per expressar les intencions de l'autor però de forma obliqua". Bakhtín identifica la narració directa de l'autor, i no el diàleg entre personatges, com el lloc principal d'aquest conflicte.

## Els llenguatges com a punts de vista
Bakhtín considerava la novel·la moderna com la forma literària ideal per l'exploració de l'heteroglòssia, en contrast amb la poesia èpica i, en menor mesura, amb la poesia en general. L'energia lingüística inherent a la novel·la s'entén com a expressió d'un conflicte entre les veus que la componen a través de la seva adscripció a elements diferents del discurs.
En el punt de vista de Bakhtín, qualsevol llenguatge s'estratifica en nombroses veus diferents: "dialectes socials, comportament característic d'un grup, argot professional, llenguatges genèrics, llenguatges de generacions i grups d'edat, llenguatges tendenciosos, llenguatges de les autoritats, de diversos cercles i de modes passatgeres." Aquesta diversitat de veus, segons Bakhtin, constitueix la característica definitòria de la novel·la en tant que gènere literari.
L'estilística tradicional, com la de la poesia èpica, no pot compartir amb la novel·la aquest tret d'heteroglòssia. En paraules de Bakhtin: "la poesia despersonalitza els "dies" en llenguatge, mentre que la prosa, com veurem, sovint intensifica de manera deliberada la diferència entre ells..."
Tot ampliant aquesta idea, Bakhtin argumenta que tots els llenguatges representen una visió del món diferent, caracteritzada pel seu propi significat i valors. Segons aquesta idea, el llenguatge està "plagat d'intencions i accents" i, per tant, no existeixen paraules neutres. Fins i tot la declaració menys remarcable està marcada per un gust, sigui d'una professió, d'un partit, d'una generació, un lloc o un temps. Per a Bakhtin, una paraula no existeix fins que s'ha pronunciat, i en aquell moment l'empremta del parlant és intrínseca a l'acte.
Bakhtin identifica l'acte de parla i d'escriptura com un acte performatiu literari-verbal, un que requereix parlants o autors que prenguin una postura, encara que sigui per triar el dialecte en el qual parlaran. Els llenguatges diferenciats sovint s'identifiquen amb circumstàncies diferents. Bakhtin posa l'exemple d'un pagès analfabet, que parla eslavònic litúrgic amb Déu, parla amb la seva família amb el seu dialecte privat, sap cançons en un altre i intenta fer servir el dialecte de comunicació oficial i del poder quan ha de comunicar-se amb el govern local. L'escriptor de prosa, segons Bakhtin, ha de donar la benvinguda i incorporar aquesta quantitat de llenguatges diferents en la seva obra.

## Influència del concepte
La idea de l'heteroglòssia de Bakhtin s'ha fet servir amb freqüència en el context de la crítica postmoderna a les suposades tendències teleològiques i autoritàries en la cultura i l'art de la modernitat. En concret, la no-acceptació per la cultura modernista per les formes de cultura popular (expressades amb especial vehemència en la crítica d'Adorno i Horkheimer de la indústria cultural) s'ha arribat a anomenar un exponent de monoglòssia. En els estudis culturals s'han fet servir les estructures conceptuals de Bakhtin per teoritzar sobre la reapropiació crítica de les formes d'entreteniment de masses pel públic.
Dorothy Hale ha aplicat el concepte d'heteroglòssia a un aspecte definidor de la literatura afroamericana en el seu text Bakhtin in African American Literary Theory, referint-se a un narrador esclau recordant la seva submissió passada o la narració intrínsecament racial del blues com veus distintivament afroamericanes que es troben en un conflicte amb altres dialectes. Segons Hale, l'heteroglòssia és similar a la idea de la "doble consciència" dels afroamericans proposada per W.E.B. Dubois, dividida entre l'experiència americana i el passat africà. La literatura afroamericana, per definició, conté una important i persistent heteroglòssia. Per a Hale això no és una tècnica literària sinó un signe de la identitat lingüística afroamericana.
Hale, però, critica Duboist per limitar la doble consciència al cas dels afroamericans, proposant que es tracta només d'un cas especial de l'heteroglòssia universal, i comparant la situació de l'afroamericà amb el camperol hipotètic de Bakhtin. Hale escriu que el fet que l'heteroglòssia és una construcció social ofereix esperança per a la igualtat dels afroamericans en la societat perquè implica una diferència i desigualtat que només existeix en un marc social determinat, i no constitueix un tret a part.